# Discographie de B.o.B
La discographie de B.o.B, rappeur et auteur-compositeur-interprète américain, est actuellement composée de deux albums, deux extended plays, huit mixtapes, douze singles et de vingt-deux vidéoclips. B.o.B a également été classé à ses débuts dans le Billboard 200 américain.

## Albums

### Albums studio
| Titre                                       | Détails | Classement | Classement | Classement | Classement | Classement | Classement | Classement | Classement | Classement | Classement | Ventes        | Certifications      |
| Titre                                       | Détails | É.-U       | US R&B     | US Rap     | AUS        | CAN        | ALL        | IRL        | NZ         | SUI        | R.-U       | Ventes        | Certifications      |
| ------------------------------------------- | --- | ---------- | ---------- | ---------- | ---------- | ---------- | ---------- | ---------- | ---------- | ---------- | ---------- | ------------- | ------------------- |
| B.o.B Presents: The Adventures of Bobby Ray | - Commercialisation: 27 avril 2010 - Label: Grand Hustle, Rebel Rock, Atlantic - Formats: CD, téléchargement    | 1          | 1          | 1          | 42         | 7          | 93         | 34         | 21         | 47         | 17         | - US: 597 000 | - RIAA: Or - MC: Or |
| Strange Clouds                              | - Commercialisation: 1er mai 2012 - Label: Grand Hustle, Rebel Rock, Atlantic - Formats: CD, téléchargement     | 5          | 1          | 1          | 32         | 7          | 46         | 22         | 26         | 23         | 30         | - US: 221 187 |                     |
| Underground Luxury                          | - Commercialisation: 17 décembre 2013 - Label: Grand Hustle, Rebel Rock, Atlantic - Formats: CD, téléchargement | A venir    | A venir    | A venir    | A venir    | A venir    | A venir    | A venir    | A venir    | A venir    | A venir    | A venir       |                     |

### Albums collaboratifs
| Titre                               | Détails                                                                                 |
| ----------------------------------- | --------------------------------------------------------------------------------------- |
| The Man and the Martian (avec T.I.) | - Commercialisation: 2012 - Label: Grand Hustle, Atlantic - Formats: CD, téléchargement |

### EPs
- Eastside (2007)[16]
- 12th Dimension (2008)[17]

### Mixtapes
- The Future (2007)
- Cloud 9 (2007)
- Hi! My Name is B.o.B (2008)
- Who the F#*k is B.o.B? (2008)
- B.o.B vs. Bobby Ray (2009)
- May 25th (2010)
- No Genre (2010)
- E.P.I.C. (Every Play Is Crucial) (2011)
- No Genre 2
- WATER (We Are The Ennemy Really) 2015

## Singles

### En tant qu'artiste principal
| Titre                                        | Date | Classement | Classement | Classement | Classement | Classement | Classement | Classement | Classement | Classement | Classement | Certifications                                                                     | Album                                       |
| Titre                                        | Date | É.-U       | US R&B     | US Rap     | AUS        | CAN        | ALL        | IRL        | NZ         | SUI        | R.-U       | Certifications                                                                     | Album                                       |
| -------------------------------------------- | ---- | ---------- | ---------- | ---------- | ---------- | ---------- | ---------- | ---------- | ---------- | ---------- | ---------- | ---------------------------------------------------------------------------------- | ------------------------------------------- |
| "Nothin' on You" (featuring Bruno Mars)      | 2010 | 1          | 5          | 1          | 3          | 10         | 22         | 7          | 5          | 28         | 1          | - RIAA: 2× Platine - ARIA: Platine - MC: Platine - RIANZ: Or                       | B.o.B Presents: The Adventures of Bobby Ray |
| "Airplanes" (featuring Hayley Williams)      | 2010 | 2          | 65         | 2          | 2          | 2          | 8          | 4          | 1          | 5          | 1          | - RIAA: 4× Platine - ARIA: 3× Platine - BVMI: Or - MC: 3× Platine - RIANZ: Platine | B.o.B Presents: The Adventures of Bobby Ray |
| "Magic" (featuring Rivers Cuomo)             | 2010 | 10         | —          | 25         | 5          | 17         | —          | 16         | 6          | —          | 16         | - RIAA: 2× Platine - ARIA: 2× Platine - MC: Platine - RIANZ: Or                    | B.o.B Presents: The Adventures of Bobby Ray |
| "Don't Let Me Fall"                          | 2010 | 67         | —          | —          | —          | 62         | —          | —          | —          | —          | —          |                                                                                    | B.o.B Presents: The Adventures of Bobby Ray |
| "I'll Be in the Sky"                         | 2011 | 123        | 105        | —          | —          | —          | —          | 24         | —          | —          | 61         |                                                                                    | B.o.B Presents: The Adventures of Bobby Ray |
| "Strange Clouds" (featuring Lil Wayne)       | 2011 | 7          | 43         | 16         | 63         | 26         | —          | —          | 39         | 47         | 72         | - RIAA: Platine - MC: Or                                                           | Strange Clouds                              |
| "So Good"                                    | 2012 | 11         | 92         | 20         | 9          | 20         | 65         | 8          | 15         | 48         | 7          | - RIAA: Platine - ARIA: Platine - MC: Or - RIANZ: Or                               | Strange Clouds                              |
| "Both of Us" (featuring Taylor Swift)        | 2012 | 18         | —          | —          | 5          | 23         | —          | 26         | 10         | —          | 22         | - ARIA: Platine - RIANZ: Or                                                        | Strange Clouds                              |
| "Out of My Mind" (featuring Nicki Minaj)     | 2012 | —          | —          | —          | —          | —          | —          | —          | —          | —          | —          |                                                                                    | Strange Clouds                              |
| "—" montre qu'aucun classement n'a été fait. |      |            |            |            |            |            |            |            |            |            |            |                                                                                    |                                             |

## En tant qu'invité
| Titre                             | Date | Artiste(s) | Album                                                          |
| --------------------------------- | ---- | --- | -------------------------------------------------------------- |
| "3-6-9"                           | 2007 | Cupid (en) | Time for a Change                                              |
| "Hot"                             | 2007 | V.I.C., Stan Williams | Inconnue                                                       |
| "Nite Life"                       | 2007 | Playboy Tre | Da Return of Feel Good Musiq                                   |
| "On Top of the World"             | 2008 | T.I., Ludacris | Paper Trail                                                    |
| "Run"                             | 2008 | Yelawolf, Shawtty Fatt | Ball of Flames: Slick Rick E. Bobby                            |
| "My Ride (Double Bubble)"         | 2008 | Stat Quo | Inconnue                                                       |
| "So Sticky"                       | 2008 | Swagg | Inconnue                                                       |
| "You Already Know"                | 2008 | Young Cash | Inconnue                                                       |
| "Do It Slow"                      | 2009 | Rock City | PTFAO: Independence Day                                        |
| "Generation Lost"                 | 2009 | Inconnue | Underground Atlanta                                            |
| "The World Will Never Do"         | 2009 | Cobra Starship | Hot Mess                                                       |
| "They Call This (Hip Hop)"        | 2009 | Classified, Royce da 5'9" | Self Explanatory                                               |
| "Across the World"                | 2009 | Pitbull | Rebelution                                                     |
| "We Are the Robots"               | 2009 | Playboy Tre | Liquor Store Mascot                                            |
| "Stronger"                        | 2009 | Playboy Tre, Swagg | Inconnue                                                       |
| "Mind Got Blown"                  | 2009 | Mickey Factz | NBA Live 10                                                    |
| "I Just Wanna"                    | 2009 | Shonie | Passionate...Pieces of Me                                      |
| "Speed of Life"                   | 2009 | Trife Diesel, Inspectah Deck | Tapemasters Inc Present Trife Diesel: The Project Pope Mixtape |
| "Before She Said Hi" (Remix)      | 2009 | Mario | Inconnue                                                       |
| "The Other Side"                  | 2010 | Bruno Mars, Cee Lo Green | It's Better If You Don't Understand                            |
| "Night Night"                     | 2010 | Big Boi, Joi | Sir Lucious Left Foot: The Son of Chico Dusty                  |
| "Know Her Name"                   | 2010 | Mullage | Inconnue                                                       |
| "Dream Me Up"                     | 2010 | Question?, EZ Lee | Inconnue                                                       |
| "Tightrope" (Wondamix)            | 2010 | Janelle Monáe, Lupe Fiasco | Inconnue                                                       |
| "The Fire" (Remix)                | 2010 | The Roots, John Legend | Inconnue                                                       |
| "Another Round" (J. Cardim Remix) | 2010 | J the S | Inconnue                                                       |
| "Let’cha Boy Go"                  | 2010 | 4-Ize | Professional Ignorant                                          |
| "Bad (That's Her)" (Remix)        | 2010 | Lil Scrappy, Roscoe Dash | Inconnue                                                       |
| "I'm Beamin" (Remix)              | 2010 | Asher Roth, Blu, Charles Hamilton, The Cool Kids, Diggy, Dosage, Lupe Fiasco                                                                                   | Inconnue                                                       |
| "Sanford and Son"                 | 2010 | Quincy Jones, T.I., Mohombi, Prince Charlez | Q: Soul Bossa Nostra                                           |
| "Tell No Lies"                    | 2010 | Emilio Rojas, Leo | Life Without Shame                                             |
| "Walk Away" (Remix)               | 2011 | The Script | Science & Faith                                                |
| "Make It Rain" (Remix)            | 2011 | Travis Porter | Inconnue                                                       |
| "Pass Me By"                      | 2011 | J. Cole | Inconnue                                                       |
| "Lay It Down" (Remix)             | 2011 | Lloyd, Rock City | Inconnue                                                       |
| "Hope Is a River"                 | 2011 | Sean Kingston | King of Kingz                                                  |
| "Speed of Light"                  | 2011 | OJ da Juiceman | Cook Muzik                                                     |
| "Who Are You Now"                 | 2011 | Lupe Fiasco | Inconnue                                                       |
| "Alligator Sky"                   | 2011 | Owl City | Inconnue                                                       |
| "Racks" (Remix)                   | 2011 | YC, Young Jeezy, Wiz Khalifa, Waka Flocka Flame, CyHi the Prynce, Bun B, Twista, Big Sean, Cory Mo, Cory Gunz, Nelly, Ace Hood, Trae tha Truth, Wale, Yo Gotti | Inconnue                                                       |
| "It's a Party"                    | 2011 | Yelawolf | Inconnue                                                       |
| "Stadium"                         | 2011 | CyHi the Prynce | Royal Flush II                                                 |
| "My Life"                         | 2011 | DJ Khaled, Akon | We the Best Forever                                            |
| "We Don't Get Down Like Ya'll"    | 2011 | T.I. | Inconnue                                                       |
| "Get Mama a House" (Remix)        | 2011 | Teddybears | Inconnue                                                       |
| "First Class"                     | 2011 | Wale, Big Sean | Inconnue                                                       |
| "Feet Don't Fail Me Now"          | 2011 | Spodee, Mitchelle’l, T.I. | No Pressure                                                    |
| "Sunlight"                        | 2011 | Spodee, Mitchelle’l | No Pressure                                                    |
| "Standin' on a Corner"            | 2011 | Game, Wiz Khalifa | Hoodmorning (No Typo): Candy Coronas                           |
| "Take My City"                    | 2011 | DJ Drama, Crooked I | Third Power                                                    |
| "Piss'n on Your Ego"              | 2012 | T.I. | Fuck da City Up                                                |
| "Man on the Moon"                 | 2012 | Gorilla Zoe | Gorilla Zoe World                                              |
| "Change the Record"               | 2012 | Melanie Fiona | The MF Life                                                    |
| "Oh My!"                          | 2012 | Haley Reinhart | Listen Up!                                                     |
| "AaaHH! Real Monsters"            | 2012 | XV, Schoolboy Q | Popular Culture                                                |
| "Fist Pump"                       | 2012 | Waka Flocka Flame | Triple F Life: Fans, Friends & Family                          |
| "On a Roll"                       | 2012 | Playboy Tre | Liquor Store Mascot 2: Patron & Instrumentals                  |
| "A-Town"                          | 2012 | CyHi the Prynce, Travis Porter | Ivy League Club                                                |
| "Millionaire Misfits"             | 2012 | Iggy Azalea | Glory                                                          |
| "I'm On 2.0"                      | 2012 | Trae tha Truth, Mark Morrison, Big K.R.I.T., Jadakiss, Kendrick Lamar, J. Cole, Tyga, Gudda Gudda, Bun B                                                       | Tha Blackprint                                                 |
| "Place to Be"                     | 2012 | Slaughterhouse | Welcome to: Our House                                          |
| "Pledge of Allegiance"            | 2012 | DJ Drama, Wiz Khalifa, Planet VI | Quality Street Music                                           |

## Clips vidéo
| Titre                                                   | Date | Réalisateur(s)  |
| ------------------------------------------------------- | ---- | --------------- |
| "Haterz Everywhere" (featuring Rich Boy)                | 2008 | Inconnue        |
| "I'll Be in the Sky"                                    | 2009 | Gabriel Hart    |
| "Lonely People"                                         | 2009 | Issac Klotz     |
| "Generation Lost"                                       | 2009 | James Lopez     |
| "No Mans Land"                                          | 2009 | Motion Family   |
| "Put Me On"                                             | 2009 | Issac Klotz     |
| "Nothin' on You" (featuring Bruno Mars)                 | 2010 | Ethan Lader     |
| "Bet I" (featuring T.I. & Playboy Tre)                  | 2010 | Gabriel Hart    |
| "Airplanes" (featuring Hayley Williams)                 | 2010 | Hiro Murai      |
| "Don't Let Me Fall"                                     | 2010 | Ethan Lader     |
| "Magic" (featuring Rivers Cuomo)                        | 2010 | Sanaa Hamri     |
| "Can I Fly?"                                            | 2010 | Inconnue        |
| "Beast Mode"                                            | 2010 | Motion Family   |
| "The Watchers"                                          | 2010 | Motion Family   |
| "Dr. Aden"                                              | 2011 | Issac Klotz     |
| "High Life"                                             | 2011 | Motion Family   |
| "Epic" (featuring Meek Mill & Playboy Tre)              | 2011 | Motion Family   |
| "Fucked Up" (featuring Playboy Tre)                     | 2011 | Motion Family   |
| "Strange Clouds" (featuring Lil Wayne)                  | 2011 | Motion Family   |
| "How Bout Dat" (featuring Future & Trae tha Truth)      | 2012 | Gabriel Hart    |
| "Strange Clouds" (Remix) (featuring T.I. & Young Jeezy) | 2012 | 1st Impressions |
| "So Good"                                               | 2012 | Justin Francis  |
| "Play for Keeps"                                        | 2012 | Motion Family   |
| "Ray Bands"                                             | 2012 | 1st Impressions |
| "Both of Us" (featuring Taylor Swift)                   | 2012 | Jake Nava       |
| "Play the Guitar" (featuring Andre 3000)                | 2012 | Inconnue        |
| "Out of My Mind" (featuring Nicki Minaj)                | 2012 | Benny Boom      |

### Collaborations
| Titre | Date | Réalisateur(s) |
| --- | ---- | -------------- |
| "Hood Dreamer" (Willy Northpole featuring B.o.B)                                                                           | 2009 | TAJ Stansberry |
| "Don't Go There" (Giggs featuring B.o.B)                                                                                   | 2010 | Adam Powell    |
| "So High" (Slim Thug featuring B.o.B)                                                                                      | 2010 | Parris         |
| "Tightrope" (Wondamix) (Janelle Monáe featuring Lupe Fiasco & B.o.B)                                                       | 2010 | Lacey Duke     |
| "Teach Me How to Dougie" (Remix) (Cali Swag District featuring Red Café, Jermaine Dupri, Bow Wow & B.o.B)                  | 2010 | Inconnue       |
| "Price Tag" (Jessie J featuring B.o.B)                                                                                     | 2011 | Emil Nava      |
| "Sunlight" (Spodee featuring Mitchelle’l & B.o.B)                                                                          | 2011 | TheLifeAsAlex  |
| "Am I a Psycho" (Tech N9ne featuring Hopsin & B.o.B)                                                                       | 2012 | Dan Gedman     |
| "I'm On 2.0" (Trae tha Truth featuring J. Cole, Kendrick Lamar, Jadakiss, Tyga, Mark Morrison, Gudda Gudda, Bun B & B.o.B) | 2012 | Philly Fly Boy |